# Миесниек, Карлис Екабович
Карлис Миесниекс (латыш. Kārlis Miesnieks, в советских документах Карлис Екабович Миесниек, 1887—1977) — советский латышский художник. Народный художник Латвийской ССР (1955).

## Биография
Родился в 1887 году в селе Яунпебалга Цесисского уезда в крестьянской семье.
После окончания в 1907 году городского училища в течение трёх лет работал народным учителем, а в 1910 году поехал в Петербург, чтобы получить художественное образование. Посещал Школу Общества поощрения художеств, занимаясь там у известного художника А. А. Рылова. В 1911 году поступил в Училище технического рисования барона Штиглица, где его учителем был В. Е. Савинский, и в 1916 году получил диплом художника-декоратора.
Отслужив один год в Кексгольмском гвардейском полку, Миесниекс начинает педагогическую деятельность, которой занимался в течение всей жизни: преподавал рисование в средней школе, а с 1922 года — в Академии художеств в Риге.
После присоединения Латвии к СССР Миесниекс продолжил преподавательскую работу в Латвийской Академии художеств и интенсивно занимался живописью.
Умер в 1977 году.

## Творчество
Самостоятельную творческую работу Миесниекс начал в 1920 году, когда впервые участвовал в выставке, войдя в Объединение независимых художников. Был членом групп, придерживающихся принципов традиционного искусства: в 1924 году вступил в общество «Садарбс», позднее состоял в Латвийском обществе изобразительного искусства. Интересуясь старым искусством, Миесниек отдавал предпочтение мастерам Возрождения.
Миесниекс работал в области портрета, сюжетной картины, пейзажа. Его сюжетные картины несут социальное содержание («Прачка», 1926; «Дровосеки», 1936; «Сено — государству», 1948). Однако пейзаж — основной жанр, в котором работал художник, воспевая природу Латвии, красоту её полей и лесов, рек и озёр.
Портретной живописи Миесниека свойствен объективный подход к модели, где точно передано внешнее сходство и выявлены основные черты характера портретируемых (портрет народной артистки Латвийской ССР Берты Румниеце, 1950; портрет жены художника, 1952; автопортрет, 1945; портрет народного артиста Латвийской ССР Э. Мелнгайлиса, 1946).

## Награды и звания
- Орден Трёх звёзд IV степени (1935)
- Заслуженный деятель искусств Латвийской ССР (1947)
- Народный художник Латвийской ССР (1955)
- орден Трудового Красного Знамени (1957)